# Щербино, Иван Васильевич
Иван Васильевич Щербино (род. 30 мая 1938, Тула) — советский и российский хозяйственный, государственный и политический деятель, художник. Герой Социалистического Труда, заслуженный художник Российской Федерации (1999).

## Биография
Родился в 1938 году в Туле. Член КПСС.
С 1958 года на хозяйственной, общественной и политической работе — гравёр на Тульском оружейном заводе, военнослужащий Советской Армии, художник-гравёр 1 класса Тульского оружейного завода Министерства оборонной промышленности СССР, начальник народных клубов самодеятельного творчества «Левша» и «Самородок», президент частного предприятия «Возрождение», директор ООО «Возрождение ремёсел».
Указом Президиума Верховного Совета СССР от 20 апреля 1987 года присвоено звание Героя Социалистического Труда с вручением ордена Ленина и золотой медали «Серп и Молот».
Член Союза художников России.
Почётный гражданин города Тула. Живёт в Туле.